# Phymorhynchus ovatus
Phymorhynchus ovatus is een slakkensoort uit de familie van de Raphitomidae. De wetenschappelijke naam van de soort is voor het eerst geldig gepubliceerd in 2001 door Warén & Bouchet.